# Faro de la Barra del Chuí
El faro de la Barra del Chuí (en portugués: Farol da Barra do Chuí) se encuentra en el balneario de Barra do Chuí, el extremo sur de Brasil, sobre el Océano Atlántico. Se alza junto a la desembocadura del arroyo Chuy, del que toma su nombre, frente al balneario uruguayo de Barra del Chuy. Pertenece al municipio de Santa Vitória do Palmar.
Anexos se levantan cuatro edificios.